# デルフィンストラント
デルフィンストラント （アフリカーンス語:Delfinstrand、ドイツ語:Dolfynstrand＝イルカの浜辺）はナミビア大西洋岸・エロンゴ州のビーチリゾート地。ラングストラントのすぐ南、ラント・ライフルズの北に位置し、ウォルビスベイから国道B2号で北に約20kmの場所である。1970年代にリゾート地として確立した。デルフィンストラントの定住者は数百人ほどであるが、行楽シーズンには数千もの観光客が訪れる。